# جوستين (رواية دو ساد)
جوستين أو مصائب الفضيلة (بالفرنسية: Justine, ou Les Malheurs de la Vertu) هي رواية نشرت في عام 1791 للكاتب دوناتيان ألفونس فرانسوا دي ساد المعروف أكثر بماركيز دي ساد. تدور أحداث جوستين قبل الثورة الفرنسية في فرنسا وتروي قصة فتاة صغيرة تعرف بتيريز، تتم سرد قصتها للسيدة دي لورسانج أثناء الدفاع عن نفسها من الجرائم التي ارتكبتها، في طريقها إلى العقاب والموت. تشرح سلسلة المصائب التي أدت إلى وضعها الحالي.

## تاريخ العمل:
جوستين (العنوان الأصلي الفرنسي: ليه انفورتين دي لا فيرتو) كانت إحدى أعمال ماركيز دي ساد المبكرة وقد كتبت في أسبوعين في عام 1787 أثناء احتجازه في الباستيل، إنها رواية قصيرة (187 صفحة) تحتوي على القليل من البذائة الذي تميز كتاباته اللاحقة، حيث تمت كتابتها بالنمط الكلاسيكي (الذي كان شائعًا في ذلك الوقت) وتحتوي على الكثير من الأوصاف الطويلة والمجازية.
تم نشر نسخة موسعة وأكثر تفاصيل تحت عنوان جوستين أو ليه مالهوردي لا فيرتو (1791) (العنوان الإنجليزي: جوستين، أو مصائب الفضيلة أو ببساطة جوستين) وكانت هذه أول كتب دو ساد التي تم نشرها.
تم نشر نسخة موسعة أخرى تحت عنوان لا نوفيل جوستين أو ليه مالهوردي لا فيرتو (النوفيل الجديد جوستين) في هولندا عام 1797 وقد تم تغيير هذه النسخة النهائية إلى لا نوفيل جوستين، السرد بالشخص الأول في النسختين السابقتين وتضمنت حوالي 100 صورة محفورة، كما تم إصدارها مع استكمالية تحمل اسم جولييت وتتحدث عن شقيقة جوستين، تشكل النسختان معًا 10 مجلدات تقريبًا بإجمالي حوالي 4000 صفحة واكتملت نشرها في عام 1801.
أمر نابليون بونابارت باعتقال الكاتب المجهول لجوستين و جولييت ونتيجة لذلك تم احتجاز دو ساد لآخر 13 عامًا من حياته، أُمر تدمير الكتاب من قبل كور رويال دو باريس في 19 مايو1815

## منشور حديث:
يوجد طبعة قياسية من هذا النص في غلاف مقوى، بعد أن انتقل إلى المجال العام، غالبًا ما يتم دمج النص نفسه في مجموعات من أعمال دو ساد.
صدرت ترجمة إنجليزية خاضعة للرقابة لجوستين في الولايات المتحدة من قبل مطبعة ريسوس في أوائل ثلاثينيات القرن الماضي وطُبعت عدة نسخ، نُشرت الترجمة الإنجليزية الأولى غير المسجّلة لجوستين (بواسطة 'Pier Alessandro Casavini’، وهو اسم مستعار لـ AustrynWainhouse) بواسطة Olympia Press في عام 1953، هذه الترجمة للنشر في الولايات المتحدة بواسطة Grove Press (1965). النسخ المترجمة الحديثة الأخرى المطبوعة هي نسخة وردزورث لعام 1999 وهي ترجمة للنسخة الأصلية الأولى؛ حيث تسمي جوستين نفسها صوفي وليس تيريز.
لم تُنشر النسخة النهائية لعام 1797 من La Nouvelle Justine مطلقًا بالترجمة الإنجليزية، على الرغم من نشرها بالفرنسية في الظروف المسموح بها في أواخر الستينيات، كجزء من نسختين منافستين محدودتين من الأعمال الكاملة لدي ساد: Oeuvres completes de Sade لجان جاك بوفير (1968، 30 مجلدًا) وOeuvres completes du Marquis de. . Sade: editions definitive ل Cercle du Livre Precieux (1967، 16 مجلدًا)

## ملخص المؤامرة:
تدور القصة حول جوستين وهي الفتاة العذراء البالغة من العمر 12 عامًا التي تنطلق لتحقق طريقها في فرنسا، تتبع قصتها حتى سن الـ 26 فيسعيها للفضيلة، يتم تقديم دروس جنسية لها مخفية تحت قناع الفضيلة، تشمل المواقف السيئة الوقت الذي تلجأ فيه إلى اللجوء و الاعتراف في دير ولكنها تُجبر على أن تصبح عبدة جنسية للرهبان الذين يخضعونها للعديد من الاحتفالات الجنسية والاغتصابات والتعذيب المماثل، كذلك الوقت الذي تساعد فيه رجل أُسر بالحقل؛ حيث يأخذها إلى قصره بوعود بوظيفة رعاية زوجته لكنها بعد ذلك تُسجن في كهف وتتعرض لنفس العقاب. تتكرر هذه العقوبات بشكل أساسي طوال القصة حتى عندما تعود إلى القاضي لتتوسل الرحمة في قضيتها كمجرمة حرق وتجد نفسها مذلولة علانية في المحكمة غير قادرة على الدفاع عن نفسها.
يتم وصف هذه الأحداث بالطريقة السادية الحقيقية ومع ذلك على عكس بعض أعماله الأخرى، فإن الرواية ليست مجرد كتالوج للسادية.
كانت جوستين (تيريز أو صوفي في النسخة الأولى) وجولييت بنات السيد دي بيرتول، كان بيرتول بنكير متوحد وقع في حب عشيقة رجل آخر. الرجل الذي يُدعى السيد دي نوارسويل في مصلحة الانتقام ادعى أنه صديقه وتأكد من أنه أفلس وأخيرا تسمم تاركا خلفه البنات يتيمات، عاشت جولييت وجوستين في دير حيث فسدت رئيسة الدير جولييت (وحاولت تفسير جوستين أيضا)، بالرغم من ذلك إلا أن جوستين كانت حلوة وفاضلة، طردت رئيسة الدير البنتين عندما علمت بوفاة بيرتول. يتم سرد قصة جولييت في كتاب آخر وتستمر جوستين في سعيها نحو الفضيلة، بدءًا من أن تصبح خادمة في منزل الربا حاربين وهو الذي بدأت منه مشاكلها من جديد.
في بحثها عن العمل والمأوى تعرضت جوستين للسقوط باستمرار في أيدي الأشرار الذين كانوا يغتصبونها ويعذبونها والأشخاص الذين تصادقهم. كانت جوستين متهمة بالسرقة بشكل كاذب من قبل حاربينوأرسلت إلى السجن وكانت تتوقع الإعدام. كان عليها أن تصاحب السيدة دوبوا وهي مجرمة ساعدتها على الهروب مع فرقتها. تخطيطًا للهروب فقد نظمت السيدة دوبوا حريقًا في السجن حيث لقي 21 شخصًا حتفهم. بعد الهروب من فرقة دوبوا تتجول جوستين وتتجاوز بطريق الخطأ أراضي كونت بريساك.
تروي القصة "تيريز" ("صوفي" في النسخة الأولى) في نزل لمدام دي لورسانج، يتم الكشف أخيرًا أن مدام دي لورسانج هي أختها المفقودة منذ فترة طويلة، الغرابة هي أن أختها استسلمت لفترة قصيرة من الرذيلة ووجدت نفسها في وجود مريح حيث يمكنها ممارسة الخير، في حين رفضت جوستين التنازلات من أجل الخير الأكبر وغرقت أكثر في الرذيلة من الذين سيرحلون بإرادتهم.
تنتهي القصة بمدام دي لورسانج تخفف عنها من حياة الرذيلة وتنقي اسمها. بعد ذلك بوقت قصير تصبح جوستين منعزلة وكئيبة وأخيرًا تصاب بصاعقة وتموت على الفور. تنضم مدام دي لورسانج إلى نظام ديني بعد وفاة جوستين.

## منحة دراسية:
كتبت سيمون دي بوفوار مقالًا ملحوظًا عن دو ساد بعنوان "هل يجب أن نحرق ساد؟"، ونشرت في عام 1955 تقول إن دو ساد يستخدم جوستين ليصالح بين المتعة الفردية والوجود الاجتماعي ويستكشف البعد الأخلاقي في فلسفة الحرية بعيدًا عن الجدل.
علق أحد العلماء على ذلك قائلاً:
يستمتع الليبرتين بنفس القدر من الرضا من هزيمة خصومهم عن طريق الفكر كما يفعلون من خلال إخضاعهم واعتدائهم جسديًا، بينما يرتفع المظلومون أنفسهم (ويقدم جوستين أفضل مثال على ذلك) للتحدي بردود أفعال قوية ومنطقية بالمثل.
كتب جيمس فاولر أن "تقواها يقدم لها أقصى درجات اللذة التي يمكن أن تختبرها في الحياة" ووصف ردودها على المتحررة ماركيز دي بريساكبأنها "مذهب المتعة التقية".

### إرث:
في عام 1798 نشر الكاتب المنافس ريتيف دي لا بريتون روايته ضد جوستين.
في فيلم ميلانكوليا لارس فون ترير عام 2011 يُطلق اسم جوستين على الشخصية الرئيسية التي تجسدها كيرستن دنست التي تستلهم من رواية دو ساد جوستين.
رواية "الحمام التركي" التي نُشرت عام 1969 بواسطة دار النشر أولمبيا تروي الأحداث بتصوّر معاصر وقيل أنها لجوستين وجولييت لوميرسييهبتنسيق سيرة ذاتية

## فيلم او تلفاز او تعديلات مسرحية:
تم تكييف القصة للأفلام عدة مرات والأكثر شهرة كان في إنتاج دولي في عام 1969 الذي أخرجه جيسوس فرانكو وبطولة جاك بالانس ورومينا باور وكلاوس كينسكي في دور الماركيز بعنوان ماركيز دي ساد: جوستين كما صدرت نسخة رواية مصورة لها بواسطة غويدو كريباكس، أخرج المخرج الفرنسي كلود بييرسون في عام 1972 تكييفًا وفيًا جدًا لعمل ساد بعنوان جوستين دي ساد مع الفرنسية أليس أرنو في الدور الرئيسي. في عام 1973، أخرج المخرج الياباني تاتسومي كوماشيرو تكييفاً لجوستين كجزء من سلسلة رومان بورنو لشركة نيكاتسو. تم تسمية الفيلم "المرأة الجحيم: الغابات مبللة، (أونا جيغوكو: موري وا نوريتا) في عام 1977 تم طرح نسخة فيلم من الرواية بعنوان كرويل باشن
تم تقديم جوستين أيضًا في فيلم كويلز  لعام 2000 الذي يعتمد على حياة ماركيز دي ساد.
قالت جوليا دوكورنو مخرجة فيلم رو في مقابلة مع فاريتي أنها أطلقت اسم البطلة بنسبة لجوستين لساد.

## شاهد أيضاً:
خيال قوطي
جوستين باريس

## روابط خارجية:
جوستين، أو ليه مالهيور دي لا فيرتو، المجلد 1، المجلد 2، أون هولاند، شي لجمعيات المكتبات، 1791.
(بالعربية) الجديدة جوستين، أو مآسي الفضيلة، تليها قصة جولييت، شقيقتها، المجلد 1، المجلد 2، المجلد 3، المجلد 4، في هولندا، 1797.